# Кліщиха
Кліщиха (до 23 вересня 2008 року  Клещиха)  — село в Україні, у Привільненській сільській громаді Дубенського району 
Рівненської області. Населення становить 24 особи.

## Розташування
Село розташоване на Волинській височині, за кілька км від траси Київ-Чоп, на схід від ур. Ліс Кліщиха, за 5 км від
міста Дубно. Входить до складу Привільненської ОТГ.
Межує із містом Дубно та селами М'ятин, Кривуха.

## Опис
Дало назву урочищу Ліс Кліщиха, на захід від села.
Через розміщення автобусної зупинки аж за 3 км в селі Малі Сади, Кліщихою часто називають частину цього села, що прилягає до урочища Ліс Кліщиха.
```
"Якщо рейсовий автобус на Мильчу доставить вас до зупинки край лісу, на якій метровими літерами виведено “Кліщиха”, то не вельми радійте. Це якийсь мудрагель так назвав одну із вулиць села Малі Сади. Для того, щоб потрапити у Кліщиху, доведеться добрих п'ять кілометрів лісом пройти. А до райцентру звідси рукою подати. Краєзнавці пояснюють походження назви села його розміщенням: мовляв, хати туляться до лісу, як кліщ до тіла присмоктується. Нині належить до Іваннівської сільради. Тут 14 будинків, де мешкають 20 чоловік, з яких 9 пенсіонерів і 3 діток. Село двічі називали неперспективним. Ще станом на 1 січня 1998 року тут у 26 дворах мешкали 75 хліборобів. Зараз селяни невесело жартують, вкладаючи зовсім інший зміст у відому приповідку: “Чого у нас тільки немає!” Найприкріше, що працездатним тут ніде рук прикласти. Колись віддалену бригаду колгоспу “Правда” називали “маленьким Китаєм”, бо лише буряківнича ланка нараховувала 34 жінки. А були ще й звіроферма, десятки пар коней, ферма молодняку. Після реформування АПК не стало нічого. Відсутні медпункт, школа,магазин, поштове відділення, культурний і побутовий заклади. Не працюють радіоточки, немає телефону, не ходить автобус.
[
2
]
```

Над самою трасою Київ-Чоп між селом та містом Дубно в урочищі Шибена гора на площі біля 4 га зростає анемона велика або лісова.

## Історія
Окраїною села проходить
дорога Дубно-Млинів-Яловичі
(переважно з бруківки), яка збігається з давнім шляхом, який сполучав Остріг, Дубно, Млинів та Луцьк.
За однією з версій село засноване 1592 року, хоча на картах того та наступних століть  не значилось (можливо в якийсь із періодів воно було зруйноване). За іншою версією, його у XIX ст заснував чеський переселенець Якуб Оремба, який переманив сюди з-під Клеваня земляків Коваржів, з якими породичався.
7 (20) листопада 1917 року, відповідно до Третього Універсалу Української Центральної Ради, увійшло до складу Української Народної Республіки.
Село входило до складу Дубенської волості, згодом ґміни Дубно.
В 1946 році, після виїзду чехів, поруйнували будинки, викорчували садки, засипали криниці. Та з часом повернулися люди на старі дворища, зажили однією сім’єю нащадки чехів, поляків, українців.
Станом на 1 вересня 1946 року, як хутір, входить до складу Кривухівської сільської ради. Пізніше приєднано до Іваннівської с/р.
30 червня 2019 року відбулись довибори до Привільненської с/р, село увійшло до складу даної ОТГ.  
12 червня 2020 року, відповідно до розпорядження Кабінету Міністрів України № 722-р від «Про визначення адміністративних центрів та затвердження територій територіальних громад Рівненської області», увійшло до складу Привільненської сільської громади.  
19 липня 2020 року, в результаті адміністративно-територіальної реформи та ліквідації  Дубенського (1939—2020) району, село увійшло до складу новоутвореного Дубенського району.

## Населення

### Мова
Розподіл населення за рідною мовою за даними перепису 2001 року:
| Мова       | Кількість | Відсоток |
| ---------- | --------- | -------- |
| українська | 37        | 97.37%   |
| російська  | 1         | 2.63%    |
| Усього     | 38        | 100%     |